# Pagny-lès-Goin
Pagny-lès-Goin (Duits: Pagny bei Göhn) is een gemeente in het Franse departement Moselle (regio Grand Est) en telt 163 inwoners (1999). De plaats maakt deel uit van het arrondissement Metz.

## Geografie
De oppervlakte van Pagny-lès-Goin bedraagt 5,1 km², de bevolkingsdichtheid is 32,0 inwoners per km².
De onderstaande kaart toont de ligging van Pagny-lès-Goin met de belangrijkste infrastructuur en aangrenzende gemeenten.

## Demografie
Onderstaande figuur toont het verloop van het inwonertal (bron: INSEE-tellingen).